# Saeed Salarzadeh
Saeed Salarzadeh (* 13. Februar 1983 in Bandar Anzali) ist ein ehemaliger iranischer Fußballspieler.

## Karriere
Saeed Salarzadeh erlernte das Fußballspielen in der Jugendmannschaft von Malavan Anzali. Hier unterschrieb er 2005 auch seinen ersten Vertrag. Der Verein aus Bandar Anzali spielte in der ersten Liga, der Persian Gulf Pro League. Ende 2013 wechselte er zum Ligakonkurrenten Foolad FC nach Ahvaz. 2014 feierte er mit dem Klub die iranische Meisterschaft. Hier kam er zweimal zum Einsatz. Nach der Meisterschaft wechselte er zum ebenfalls in der ersten Liga spielenden Klub  Naft Masjed Soleyman. Für den Verein aus Masdsched Soleyman stand er 26-mal in der ersten Liga auf dem Spielfeld. Am 1. Juli 2015 wechselte er für den Rest des Jahres zum Erstligisten Esteghlal Ahvaz nach Ahvaz. 2016 zog es ihn nach Thailand. Hier unterschrieb er einen Vertrag beim Rayong FC. Der Verein aus Rayong spielte in der zweiten thailändischen Liga, der Thai Premier League Division 1. Ende 2017 kehrte er in den Iran zurück. Hier schloss er sich seinem ehemaligen Verein Malavan Anzali an.
Am 1. Juli 2019 beendete er seine Karriere als Fußballspieler.

## Erfolge
Foolad FC
- Persian Gulf Pro League: 2014